# Щекажув
Щекажув (пол. Szczekarzów) — село в Польщі, у гміні Скальбмеж Казімерського повіту Свентокшиського воєводства.
Населення — 112 осіб (2011).
У 1975-1998 роках село належало до Келецького воєводства.

## Демографія
Демографічна структура на день 31 березня 2011 року:
|          | Загалом | Допрацездатний вік | Працездатний вік | Постпрацездатний вік |
| -------- | ------- | ------------------ | ---------------- | -------------------- |
| Чоловіки | 57      | 9                  | 38               | 10                   |
| Жінки    | 55      | 6                  | 30               | 19                   |
| Разом    | 112     | 15                 | 68               | 29                   |